# خرس بریگزبی
خرس بریگزبی (به انگلیسی: Brigsby Bear) یک فیلم کمدی-درام به کارگردانی دیو مک کری محصول سال ۲۰۱۷ است. این فیلم برای نمایش در بخش ویژه هفته منتقدان هفتادمین جشنواره فیلم کن انتخاب شده است.

## بازیگران
- کلیر دینز
- مارک همیل
- گرگ کینر
- مت والش
- میکلا واتکینس